# Peloconus junodi
Peloconus junodi är en skalbaggsart som beskrevs av Jordan 1906. Peloconus junodi ingår i släktet Peloconus och familjen långhorningar.
Artens utbredningsområde är:
- Moçambique.
- Zimbabwe.

Inga underarter finns listade i Catalogue of Life.